# Sundtjärnarna (Jokkmokks socken, Lappland, 735943-169409)
Sundtjärnarna är en sjö i Jokkmokks kommun i Lappland och ingår i Luleälvens huvudavrinningsområde. Sjön har en area på 0,104 kvadratkilometer och ligger 314,2 meter över havet.

## Delavrinningsområde
Sundtjärnarna ingår i det delavrinningsområde (735722-169781) som SMHI kallar för Mynnar i Bodträskån. Medelhöjden är 385 meter över havet och ytan är 60,98 kvadratkilometer. Det finns inga avrinningsområden uppströms utan avrinningsområdet är högsta punkten. Nottjärnbäcken som avvattnar avrinningsområdet har biflödesordning 3, vilket innebär att vattnet flödar genom totalt 3 vattendrag innan det når havet efter 150 kilometer. Avrinningsområdet består mestadels av skog (68 procent) och sankmarker (26 procent). Avrinningsområdet har 0,55 kvadratkilometer vattenytor vilket ger det en sjöprocent på 0,9 procent.